# Ірена Грецька та Данська
Ірена Грецька та Данська (грец. Ειρήνη της Ελλάδας και Δανίας), (нар. 13 лютого 1904 — пом. 15 квітня 1974) — принцеса Греції та Данії з династії Глюксбургів, донька короля Греції Костянтина I та прусської принцеси Софії, дружина короля Хорватії Томіслава II.

## Біографія
Ірена народилась 13 лютого 1904 року в Афінах. Вона була п'ятою дитиною та другою донькою в родині кронпринца Греції Костянтина та його дружини Софії Прусської. Дівчинка мала старших братів Георга, Олександра та Павла й сестру Олену. За дев'ять років у неї з'явилась єдина молодша сестра Катерина. Особливо близькі стосунки в Ірени надалі склалися із сестрою Оленою та братом Павлом.
Під впливом своєї матері, яка була онукою королеви Вікторії, Ірена отримала типову англійську освіту.
У 1913 році після вбивства діда, короля Георга I, її батько став правителем Греції. Його правління припало на початок Першої світової війни і було відмічено Національним розколом. Зрештою, у червні 1917 року він зрікся трону на користь сина Олександра і залишив країну. Родина оселилася у Швейцарії.
У 1920—1922 роках влада Костянтина була відновлена, однак за цим знову прийшла еміграція. В цей час сімейство жило в Італії. Після смерті батька Ірена кілька років провела разом з матір'ю. В цей час оголошувалося про її заручини із принцом Миколаєм Румунським у 1923 році та Крістіаном цу Шаумбург-Ліппе у 1927-му. До весілля в обох випадках не дійшло.

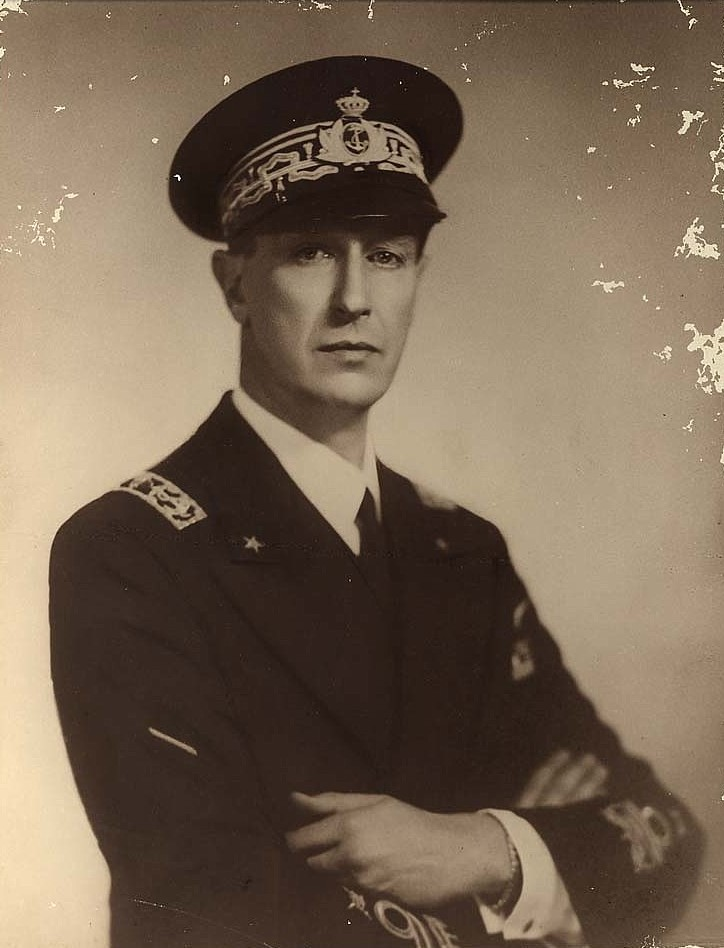
Аймоне Савойський

У 1935 році у Греції відбулася реставрація монархії, трон посів її брат Георг, і Ірена змогла повернутися на батьківщину.
У 1939 році вона взяла шлюб із принцом Аймоне Савойським, герцогом Сполето. Весілля 35-річної Ірени із 39-річним Аймоне відбулося 1 липня 1939 року у Флоренції. Союз мав сприяти налагодженню відносин між фашистською Італією та державою еллінів. Тим не менш наступного року почалася італо-грецька війна. Навесні 1941 грецька королівська родина залишила Афіни та оселилася у Африці.
18 травня 1941 року поглавник пронацистської Хорватії Анте Павелич запропонував принцу Аймоне корону своєї країни. Принц очолив державу під іменем Томіслава II. Подружжя відмовлялося навідувати свої володіння, однак теоретично здійснювати певні символічні повноваження із Флоренції.
У вересні 1943 року у пари народився їхній єдиний син Амедео ді Савойя-Аостський (нар.1943) — наступний король Хорватії у 1943—1945 роках, герцог Аостський, перебуває у другому шлюбі, має трьох законних дітей та двох позашлюбних.

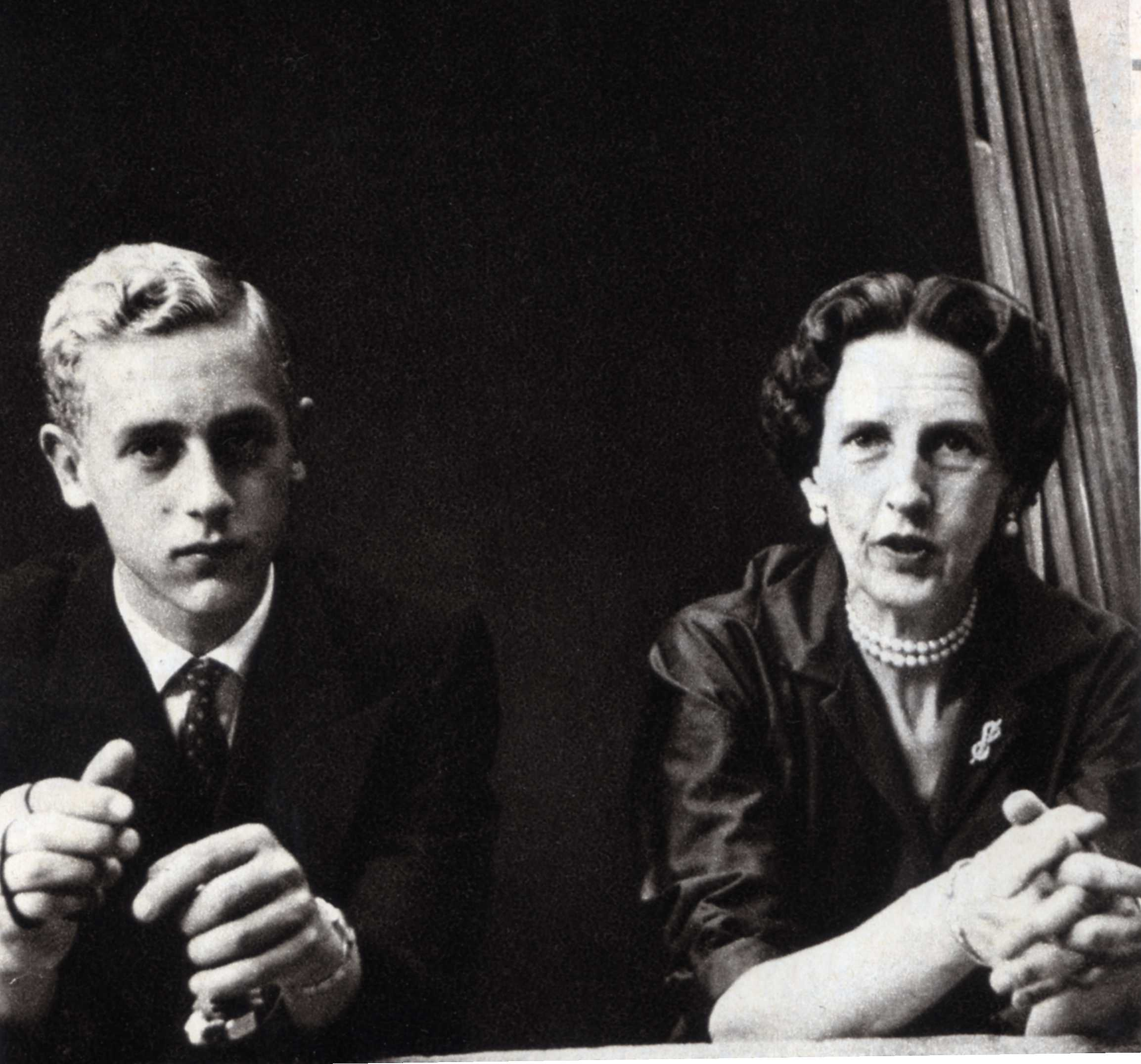
Ірена з сином, 1959

Аймоне в цей час втратив контакт із дружиною, і Ірене з немовлям німці відправили до концентраційного табору Сартірана в Павії, а згодом  — у Хірштег, поблизу Граца в Австрії. Звільнені вони були у травні 1945-го. Кілька тижнів герцогиня з сином провели у Швейцарії, після чого 7 липня прибули до Мілану, де Аймоне вперше побачив сина, а згодом переїхали до Неаполю. У 1946 році, після повалення монархії, Аймоне втік до Аргентини, де провів решту життя. Ірена з сином оселилися у Швейцарії, де дізналася про його смерть. Фінансове становище було настільки скрутним, що вони не змогли бути присутніми на похороні. У тому ж році вони повернулися до Італії і стали жити у Ф'єзоле поблизу Флоренції.
У 1972 році принцеса була оголошена почесним громадянином Флоренції за її допомогу місту під час страшних повеней 1966 року. Два роки потому Ірена померла на віллі Сан-Доменіко у Ф'єзоле після тривалої хвороби. Її поховали на цвинтарі родинного маєтку Іль Борро у місті Ареццо. У 1996 році відбулося перепоховання подружжя Аоста у крипті базилики Суперга в Турині.

## Нагороди
- Великий хрест ордену Святих Софії та Ольги (Грецьке королівство);
- Орден Зіркового Хреста (Австро-Угорська імперія).

## Титули
- 13 лютого 1904—30 червня 1939 — Її Королівська Високість Принцеса Ірена Грецька та Данська;
- 1 липня 1939—17 травня 1941 — Її Королівська Високість Герцогиня Сполето;
- 18 травня 1941—2 березня 1942 — Її Величність Королева-Консорт Хорватії, Герцогиня Сполето;
- 3 березня 1942—31 липня 1943 — Її Величність Королева-Консорт Хорватії, Герцогиня Аоста, Герцогиня Сполето;
- 1 серпня 1943—28 січня 1948 — Її Королівська Високість Георцогиня Аоста, Герцогиня Сполето;
- 29 січня 1948—15 квітня 1974 —Її Королівська Високість Вдовіюща Герцогиня Аоста, Вдовіюча Герцогиня Сполето.